# Ni cuenta te das
"Ni cuenta te das" es una canción compuesta por el músico argentino Luis Alberto Spinetta incluida en su primer álbum solista Spinettalandia y sus amigos de 1971. El tema es interpretado por Spinetta (guitarra eléctrica y voz) junto a Miguel Abuelo (flauta y voz) y Héctor "Pomo" Lorenzo (guitarra acústica).

## Contexto
Luego de la separación de Almendra en septiembre de 1970, Spinetta vivía una etapa de definición estética y de vida que él mismo considera su «etapa más oscura» y «caótica». Se había roto su relación con Cristina Bustamante, de la que estaba profundamente enamorado y se involucró fuertemente con un grupo de músicos y personas del ambiente artístico, con alto consumo de drogas, que le resultaría muy costoso emocionalmente. En ese grupo se destacaba Pappo, con quien Spinetta estableció una relación de mucha admiración y afecto, que terminaría en ese momento con un fuerte resentimiento mutuo, aunque luego se atenuó con el paso de los años.
Pappo expresaba un modo "pesado" de asumir el rock y la vida, basado en el blues, que se oponía al camino comercial que el éxito y la fama de Almendra le ofrecían a Spinetta, impulsado por la empresa discográfica RCA. Spinetta rechazó radicalmente el camino comercial y entró de lleno al círculo de Pappo y el sello Mandioca. En la segunda mitad de 1970 Pappo y Spinetta llegaron a formar un trío blusero con el nombre de Agresivos, en el que Luis Alberto tocaba el bajo y al cual se sumó Héctor "Pomo" Lorenzo, en batería. Intentó formar también una banda con Edelmiro Molinari, Pomo Lorenzo y Carlos Cutaia con el nombre de Tórax.

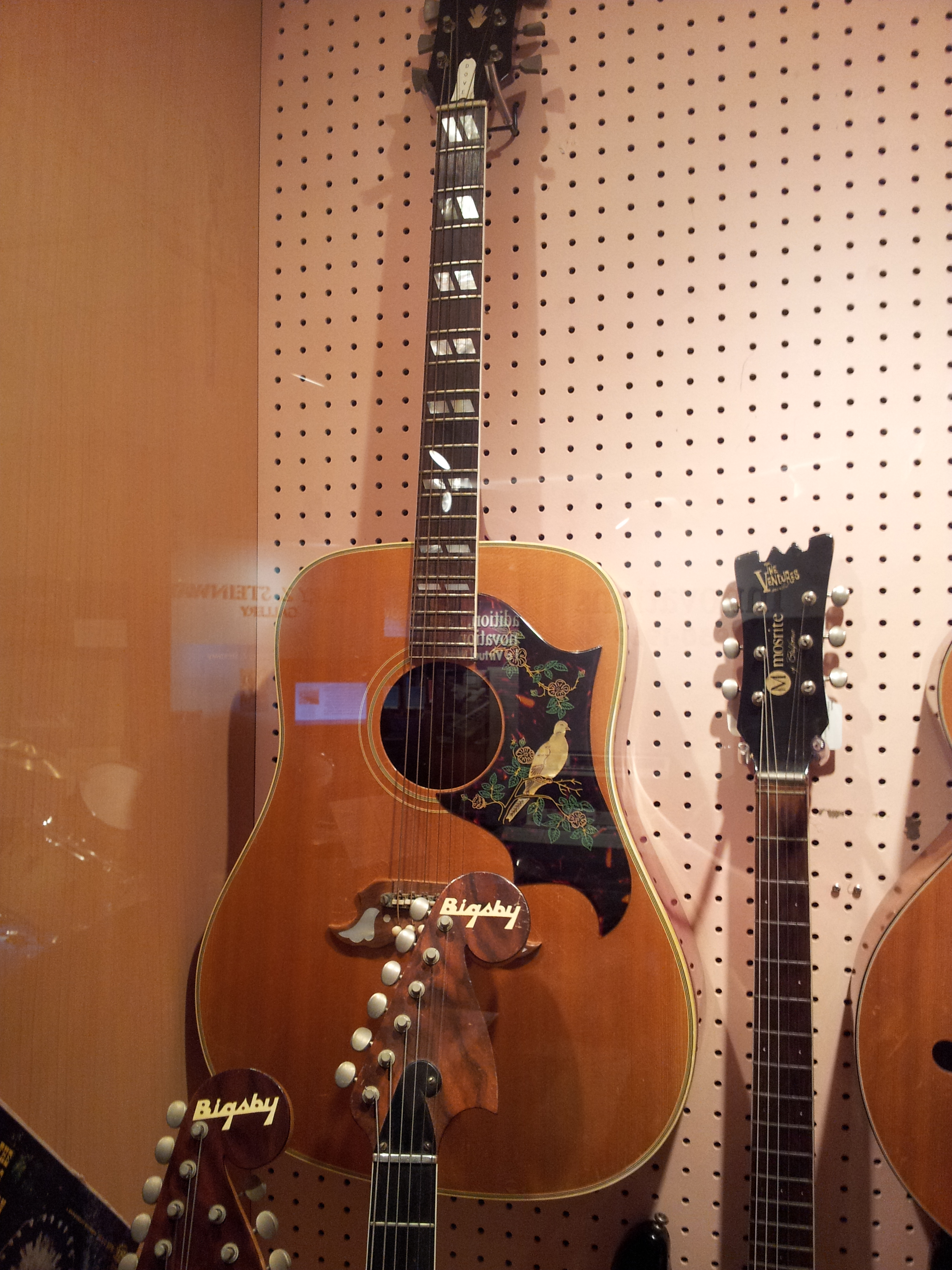
Guitarra acústica Gibson Dove idéntica a la que Spinetta usó en Almendra y en Spinettalandia: "Para mí era una forma de mostrarle a 'Pappo' que no existían solamente las guitarras con el volumen al mango".

En ese momento Spinetta decidió grabar Spinettalandia y sus amigos, su primer álbum solista. Lo hizo justamente con Pappo y Pomo Lorenzo, sumando también a Miguel Abuelo en algunos temas. El álbum expresa ese momento de opción estética y de vida que le estaba proponiendo Pappo, dilema que es el eje del tema de Papo "Castillo de piedra". El disco, a la vez de ser un experimento sobre música aleatoria -algo que Spinetta ya deseaba hacer con Almendra-, fue también un castigo para la opción comercial con que lo presionaba la empresa discográfica RCA, que lo intimaba a cumplir con el tercer álbum comprometido en el contrato firmado para Almendra. Spinetta decidió entonces hacer un «antidisco», "que no se lo pudieran vender a nadie", como él mismo lo definió.
La grabación se realizó en 30 horas consecutivas de estudio durante el mes de febrero de 1971, con una gran cantidad de invitados y personas amigas en el estudio, sin cuidar de hacer silencio, con las letras siendo escritas ahí mismo.

Yo quería hacer un ritual: realizar músicas en estado casi tribal.
Luis Alberto Spinetta

RCA lanzó el disco en marzo de 1971, pero la empresa no respetó el diseño de tapa ni el título original y lo tituló sucesivamente Almendra, Luis Alberto Spinetta y La búsqueda de la estrella, lo que llevó a un juicio de los ex Almendra que perdió la discográfica, debido a lo cual lo retiró del mercado. Recién en 1995 el álbum sería publicado por la empresa Sony tal como fue concebido originalmente. 
Luego de grabar el disco Spinetta le regaló su apreciada guitarra acústica a Pappo, buscando transmitirle que él estaba buscando otro estilo artístico y de vida, que no fuera el del negocio musical y la fama, pero tampoco el de "sexo, drogas y rock and roll" y la negatividad:

Para mí era una forma de mostrarle a "Pappo" que no existían solamente las guitarras con el volumen al mango. Que así como él me había inculcado algo de esa dureza del rock pesado, y la mano, copar y todo eso, por otro lado yo trataba de demostrarle que existía una fuente de ternura que él no podía ignorar.
Luis Alberto Spinetta

Spinetta se enteraría después que Pappo vendió la guitarra que le había regalado. El 18 de marzo de 1971 se fue con dos chicas a un viaje de destino indeterminado que abarcó Brasil, Estados Unidos y Europa durante siete meses. A la vuelta formaría Pescado Rabioso.

## El tema
El tema es el segundo track del álbum Spinettalandia y sus amigos. Se trata de una balada de aire folk, con marcadas disonancias, en la que se destacan el contrapunto entre la guitarra eléctrica (Spinetta) y la flauta (Miguel Abuelo) y el canto a dos voces (ambas de Spinetta). En el final el tema se vuelve un instrumental veloz, sostenido por la guitarra acústica (Pomo) y nuevamente la flauta.
La letra aporta la belleza de la lírica spinetteana. Narrada en segunda persona que se confunde con un narrador omnisciente. Se trata de una letra pesimista que habla de la insensibilidad, de no darse cuenta, de "olvidar cosas que no quiero amar":

Si el sol besa tus ojos ni cuenta te das
Los barcos en el agua ni cuenta se dan
Hoy tu lloras un poco para comenzar
Si no lloras un día, no lloras más.

A veces algo me hace olvidar
algunas cosas que no quiero amar
"Ni cuenta te das" (fragmento)

La letra se centra en la expresión "ni cuenta te das", un popular hipérbaton que sugiere reproche o fatalidad. La frase "olvidar algunas cosas que no quiero amar" remite directamente al dolor que le producía la ruptura amorosa que estaba viviendo Spinetta con Cristina Bustamante, la "muchacha" de "Muchacha (Ojos de papel)". Al año siguiente en "Blues de Cris" Spinetta vuelve a referirse al olvido de algo que se ha amado, refiriéndose a los famosos "ojos de papel" de aquella muchacha:

Atado a mi destino
sus ojos al final olvidaré.
"Blues de Cris"

Y en "Credulidad" (Pescado 2) habla del doloroso proceso para dejar atrás "las uvas viejas de un amor" y reencontrar la sonrisa:

Pero vas donde sonrisas te dan
esos encapuchados de un mundo viejo
No, ¿no ves que nada te dan?
"Credulidad" (fragmento)